# Conrad Editora
A Conrad Editora é uma editora brasileira conhecida no mercado nacional de livros mangás, manhwas sendo, no país, a pioneira na publicação de quadrinhos japoneses e coreanos no formato original. Com sede na cidade de São Paulo a editora transporta seus produtos para todo o território nacional.

## História
A Editora, fundada em 1993 como Acme por Cristiane Monti, André Forastieri, Renato Yada e  Rogério de Campos. A editora começou a ganhar reconhecimento através da uma de suas publicações: a revista "Herói" (1994), criada graças ao sucesso dos Cavaleiros do Zodíaco, a revista era dedicada a cultura pop em geral e foi publicada em parceira com a editora Sampa, a revista se tornou uma das revistas mais populares do gênero.
O primeiro livro da Conrad, lançado em 1998 foi Comic Book, o novo quadrinho americano, ganhador do Troféu HQ Mix de melhor obra estrangeira.
A Conrad começou a publicar mangás no Brasil em 1999, com o título Gen Pés Descalços, logo depois publicou os dois mangás de maior sucesso até hoje: Dragon Ball e Cavaleiros do Zodíaco. Dragon Ball Z ganhou um prêmio da distribuidora Dinap reconhecendo que o mangá ultrapassou as 100.000 cópias vendidas.
A Editora optou não publicar os mangás no seu formato original (formato parecido com o de um livro de bolso e usado inicialmente pela Editora JBC) e sim no chamado "formatinho" com 100 páginas em preto e branco e sentido de leitura japonês (da direita para a esquerda).
Em 2004, aproveitando o bom desempenho do MMORPG Ragnarok Online, a editora entrou no ramo dos manhwa (quadrinhos coreanos), publicando Ragnarok, que deu origem ao jogo, ainda não finalizado.
Em 2005 há uma dissidência na Editora. André Forastieri deixa a Conrad e no ano seguinte funda a Futuro Comunicação, a Futuro chegou a tenta uma nova versão da Revista Herói e em parceria com a Ediouro criam a Editora Pixel Media.
A partir de então a Editora passou por diversas fases, desde as mais conhecidas como a blockbusters (mangás de reconhecimento global), até  mangás menos conhecidos. editou outros mangás como One Piece, Vagabond, Slam Dunk, Dr. Slump e Blade of the Immortal (Mugen no Juunin), além de mangás menos famosos, mas com as mesmas formas das anteriores como mangá Bambi. Além de mangás, a Conrad cria outros gêneros de quadrinhos variando de Robert Crumb á Charles M. Schulz, livros de não-ficção (sendo os principais assuntos destes música e política) e séries de livros de grande prestígio, como a coleção Sandman, de Neil Gaiman, e a série Discworld, de Terry Pratchett.
Em 2007, a Conrad adquiriu os direitos de publicação da coletânea completa de tirinhas de Calvin e Haroldo, declarando interesse em publicá-la em 2007.
Foi anunciado em fevereiro de 2009 a venda da empresa para o grupo IBEP-Companhia Editora Nacional.
Mesmo após a transiçao para a IBEP-Companhia Editora Nacional, alguns títulos das séries de mangás seguem com a publicação suspensa. Em 2010, a editora em nota ao site Omelete, declarou que os títulos parados estão em negociação, mas apesar de não darem continuidade aos títulos já iniciados, a Conrad segue lançando novos títulos ao público.
Em maio de 2011, a Editora anunciou que os títulos One Piece e Dragon Ball foram cancelados.
Também que seria publicada uma nova edição de Gen Pés Descalços e que daria continuidade a publicação de Cavaleiros do Zodíaco - Episódio G e Battle Royale.
Em junho de 2020, a editora anunciou a volta do editor Cassius Medauar, que trabalhou na editora entre 2000 e 2003, no mês seguinte, a editora anunciou que continuará publicando Calvin & Haroldo, além de Womans World de Aminder Dhaliwal e quadrinhos brasileiros em formatos digitais como Kindle da Amazon e outros: Duo.Tone de Vitor Cafaggi, Echoes, de Eliana Oda, Makai Mail de Jayson Santos e Sonhonauta de Shun Izumi.

## Outras publicações
- A Garra Cinzenta
- Sandman